# Șerbănești (okręg Ardżesz)
Șerbănești – wieś w Rumunii, w okręgu Ardżesz, w gminie Poienarii de Muscel. W 2011 roku liczyła 30 mieszkańców.